# Cujoši Kitazava
Cujoši Kitazava (japonsko 北澤 豪), japonski nogometaš; * 10. avgust 1968.
Za japonsko reprezentanco je odigral 58 uradnih tekem.